# Sorobango
Sorobango  è una città e sottoprefettura della Costa d'Avorio appartenente al dipartimento di Bondoukou. Conta una popolazione di 27 744 abitanti (censimento 2014).